# エージェント・トリガー
『エージェント・トリガー』（原題：Trigger Point）は、マイケル・ヴィッカーマンが脚本を執筆し、ブラッド・ターナーが監督した、カナダのアクションスリラー映画。
チームメンバーが暗殺されて以降、隠れ住む特殊工作員役としてバリー・ペッパーが主演する。彼は、汚名をそそぎ新しい暗殺ゲームを防ぐために組織に戻ることとなる。その他の出演は、イブ・ハーロウ、カルロ・ロタ、ローラ・ヴァンダーヴォート、ジェイン・イーストウッド、ナズニーン・コントラクター、グレッグ・ブリック、レインボー・サン・フランクス、コルム・フィオール。
COVID-19パンデミックの真っ只中に撮影された、このプロジェクトは、スクリーンメディアフィルムズによって米国とカナダで劇場公開され、2021年4月23日にストリーミングサービスのクラックルでデジタル的に世界中に配信される。プロデューサーは三部作の可能性について言及している。

## あらすじ
ニコラス・ショー(バリー・ペッパー)は、世界中の悪人を黙々と始末するエリート「インビジブル」チームの一員で、アメリカの元特殊工作員であった。仲間の暗殺の責任を負わされたショーは、自分の汚名をそそぎ、新世代の高潔な工作員の殺害を阻止しなければならない。

## キャスト
- ニコラス・ショー - バリー・ペッパー
- イブ・ハーロウ
- カルロ・ロタ
- ローラ・ヴァンダーヴォート
- ジェイン・イーストウッド
- ナズニーン・コントラクター
- グレッグ・ブリック
- レインボー・サン・フランクス
- コルム・フィオール

## 製作
『Trigger Point』はもともと2020年初頭に製作を開始する予定だったが、COVID-19パンデミックのために撮影は保留されていた  。
2020年10月13日、バリー・ペッパーとコルム・フィオールが映画のキャストに加わったことが発表された 。本作の主要撮影は、パンデミックの真っ只中の2020年10月26日に始まり、オンタリオ州ヒューロン郡とベイフィールドで15日間撮影した後に終了し、ベイフィールドで撮影された最初の主要な映画となった  。

## 続編の可能性
ブラッド・ターナー監督はクリントン・ニュースレコードに、「『Trigger Point』は、三部作の最初の映画になる可能性がある」と語った。ターナーは声明の中で、「本作は三部作である可能性がある。一連の映画の始まりとして書かれ、これまでのところ、コンセプトはさらに2つだが、成功によってはさらにいくつかの映画を簡単に続けることができる。」と述べている 。CTV  Newsで、エグゼクティブ・プロデューサーのEric Birnbergは、「三部作は”共通の要素”を使った、『ジョン・ウィック』シリーズに似ているかもしれない 。